# La Wantzenau
La Wantzenau (Wanzenau in tedesco, Wonzenöü in dialetto alsaziano) è un comune francese di 5 909 abitanti situato nel dipartimento del Basso Reno nella regione del Grand Est.

## Società

### Evoluzione demografica
Abitanti censiti